# Dasypsyllus araucanus
Dasypsyllus araucanus är en loppart som beskrevs av Jordan et Rothschild 1920. Dasypsyllus araucanus ingår i släktet Dasypsyllus och familjen fågelloppor. Inga underarter finns listade i Catalogue of Life.